# Săndulești (gmina)
Săndulești – gmina w Rumunii, w okręgu Kluż. Obejmuje miejscowości Copăceni i Săndulești. W 2011 roku liczyła 1798 mieszkańców.